# Dr. Nassaulaan 1 (Assen)
Het pand aan de Dr. Nassaulaan 1 is een vroeg-19e-eeuws voormalig woonhuis in de Nederlandse stad Assen. Het werd in 1809 gebouwd in opdracht van de latere burgemeester mr. Isaäc Collard. Het huis valt onder het beschermd stadsgezicht.

## Geschiedenis
In de tweede helft van de 18e eeuw werd door Wolter Hendrik Hofstede het Asserbos opnieuw ingericht. Hij creëerde twee zichtlijnen, waarvan de Hoofdlaan (de huidige Nassaulaan) werd gericht op de toren van de Kloosterkerk. Aan de Hoofdlaan werd in 1825 het latere gymnasium gebouwd. Het neo-classicistische middengangshuis op nummer 1 was een van de eerste woonhuizen aan de rand van stad. Het behoort met de tot boven de nok opgetrokken middenpartij niet tot het Asser type.
In de 21e eeuw was er onder meer een tandartspraktijk in het pand gevestigd.

## Beschrijving
Het pand is opgetrokken in rode baksteen op een rechthoekige plattegrond. De gevel is vijf traveeën breed en heeft een symmetrisch aanzicht. De entree bevindt zich in de hoger opgaande middenpartij, bestaande uit een paneeldeur met bovenlicht, omlijst met gepleisterde blokken. De middenpartij wordt bekroond door een fronton met geprofileerde lijst, in het timpaan een ronde oeil de boeuf. Aan weerszijden van de entree zijn in de gevel twee licht getoogde vensters geplaatst.
In de gevel aan de achterzijde zijn openslaande tuindeuren aangebracht, daarboven een houten balkon, waarop twee vleugeldeuren uitkomen. Aan de linkerzijde van het pand is een koetshuis met schilddak aangebouwd. De inrijdeuren bevinden zich aan de kant van de Beilerstraat. De tuin wordt omgeven door hekken van smeed- en gietijzer.

## Waardering
Het huis werd in 1994 aangewezen als rijksmonument. De bescherming geldt voor het pand, het koetshuis en het hekwerk. Het monumentenregister noemt het pand: "een goed voorbeeld van vroeg-negentiende eeuwse woonhuisarchitectuur. Het beeldbepalende pand, het aangebouwde koetshuis en de ijzeren erfscheiding vormen een belangrijk ensemble tussen de overwegend negentiende eeuwse en vroeg twintigste eeuwse woonhuisarchitectuur voor de gegoede burgerij in de "paleizenbuurt" en heeft derhalve grote ensemblewaarde."